# 山口昭男 (俳人)
山口 昭男（やまぐち あきお、1955（昭和30）年４月22日 - ）は、日本の俳人。

## 略歴
兵庫県神戸市生まれ、同市灘区在住。1980年「青」に入会。波多野爽波に師事する。合同句集「あした葉」刊行。84年「青賞」受賞。88年「青」同人。「斧」入会。91年「青」終刊。92年「水無瀬野」入会。「爽」結成、会誌６号まで発行。93年「洛」入会。94年「季語別波多野爽波句集」刊行。98年フランクフルト日本人国際学校俳句クラブ句集「樅の木」「菩提樹」刊行。2000年「ゆう」入会。編集担当。2018年『木簡』で第69回読売文学賞受賞。20（平成22）年「秋草」を神戸で創刊・主宰。

## 著書
- 句集『書信』（花神俊英叢書）花神社 2001
- 句集『讀本』ふらんす堂 2011
- 句集『木簡』青磁社 2017
- 『山口昭男ベスト100』ふらんす堂 2019
- 『波多野爽波の百句』ふらんす堂 2020
- 句集『礫』ふらんす堂 2023